# Christian Lous Lange
Christian Lous Lange (Stavanger, Noruega 1869 - Oslo 1938) fou un historiador i pacifista noruec guardonat el 1921 amb el Premi Nobel de la Pau juntament amb el polític suec Hjalmar Branting.

## Joventut i estudis
Nasqué el 17 de setembre de 1869 a la ciutat de Stavenger. Després de graduar-se, i obtenir un màster, en Arts a la Universitat d'Oslo el 1893 fou nomenat professor d'Història de l'Institut Noruec Nobel.

## Vida política
El 1909 fou escollit Secretari General de la Unió inter-parlamentària, unió dels diversos parlament europeus, càrrec que va mantenir fins al 1933. En aquest càrrec va establir oficines, successivament, a Brussel·les entre 1909 i 1914, Oslo entre 1914 i 1920 i Ginebra entre 1920 i 1933.
El 1907 fou el representant noruec a la Conferència Internacional de la Haia per a la pau, i a partir de 1920 fou el representant noruec en la Societat de Nacions.
El 1921 fou guardonat amb el Premi Nobel de la Pau, al costat del suec Hjalmar Branting, pel seu paper com a Secretari General de la Unió interparlamentària.
Lange morí l'11 de desembre de 1938 a la seva residència d'Oslo.